# Сільно-Мале
Сільно-Мале (пол. Silno Małe, нім. Klein Sälten) — село в Польщі, у гміні Вимярки Жаґанського повіту Любуського воєводства.
Населення — 84 особи (2011).
У 1975-1998 роках село належало до Зеленогурського воєводства.

## Демографія
Демографічна структура станом на 31 березня 2011 року:
|          | Загалом | Допрацездатний вік | Працездатний вік | Постпрацездатний вік |
| -------- | ------- | ------------------ | ---------------- | -------------------- |
| Чоловіки | 41      | 8                  | 25               | 8                    |
| Жінки    | 43      | 8                  | 23               | 12                   |
| Разом    | 84      | 16                 | 48               | 20                   |